# Киевский съезд (1223)
Киевский съезд — общерусский княжеский съезд, состоявшийся в марте 1223 года в Киеве для обсуждения помощи половцам против вторгнувшихся в степь монголов. На съезде присутствовали трое из четырёх старших князей Киевской Руси, многочисленные князья младшего поколения, а также половецкие ханы. Предыдущий раз в таком широком составе Рюриковичи собирались в 1168 году. По хронологии съезд был предпоследним в истории домонгольской Руси.
В съезде приняли участие киевский князь Мстислав Романович Старый и его сын Всеволод Мстиславич, галицкий князь Мстислав Мстиславич Удатный (двоюродный брат киевского князя, оба принадлежали к смоленской ветви), черниговский князь Мстислав Святославич и его племянник  Михаил Всеволодович (будущий святой Михаил Черниговский), волынский князь Даниил Романович (из-за династической войны Галич и Волынь в тот момент были отдельными землями) и «иные многие князья», не названные по имени. Про князей киевского, галицкого и черниговского летописец пишет, что «то бо беахоу стареишины в Роускои земли» и добавляет, что суздальский великий князь Юрий Всеволодович «не бы в томъ свете». Судя по реплике, присутствие Юрия ожидалось. Он отправил в помощь военный полк с племянником Василько Константиновичем.
На съезде было принято решение совместно выступить навстречу монголам. Объединённое русско-половецкое войско потерпело поражение в битве на реке Калке.